# Mathieu Valbuena
Mathieu Valbuena (* 28. September 1984 in Bruges) ist ein französischer Fußballspieler. Der Mittelfeldspieler bekam den Spitznamen p'tit vélo (wörtlich in Anspielung auf seine Körpergröße „kleines Fahrrad“; umgangssprachlich bedeutet avoir un petit vélo auch „eine Meise haben“).

## Karriere

### Vereine
Valbuena begann seine Karriere beim Amateurklub ES Blanquefort und anschließend in der Jugendabteilung von Girondins Bordeaux, wurde dort jedoch 17-jährig aus der U-18-Mannschaft verbannt, da er nach Meinung seines Trainers zu eigensinnig spielte.
Daraufhin spielte er ab 2002 zwei Jahre lang für den kleinen Verein Langon-Castets und arbeitete nebenbei als Verkäufer in einem Sportgeschäft. Zur Saison 2004/05 wechselte er zum FC Libourne-Saint-Seurin, der damals in der dritten Liga spielte. In der Saison 2005/06 stieg er mit Libourne-Saint-Seurin in die Ligue 2 auf und wurde zum besten Spieler der Liga gewählt. Im Sommer 2006 wechselte er dann zu Olympique Marseille. Valbuena war Wunschspieler von Eric Gerets. Gerets zu seiner Verpflichtung: „Er war mit großem Abstand bester Spieler der 3. Liga. Ein explosives Kraftpaket, das sich blitzschnell von zwei, drei Gegenspielern befreien konnte, weil er so beweglich war.“ Gleich in seinem ersten Jahr im Profifußball wurde er mit Marseille Vizemeister; in der Elf, die das Finale um den französischen Pokal bestritt, kam er allerdings nicht zum Einsatz. Er verpasste den Großteil der Spielzeit aufgrund einer Verletzung. Er hat dennoch einen Anteil an der Vizemeisterschaft und der damit einhergehenden Qualifikation zur Champions League, als er am vorletzten Spieltag sein erstes Tor für Olympique Marseille und damit den Siegtreffer beim Spiel gegen die AS Saint-Étienne erzielte. Nachdem Franck Ribéry zur neuen Saison zum FC Bayern München gewechselt war, übernahm Valbuena dessen Platz. An der Seite von Samir Nasri blühte er auf und avancierte zum Publikumsliebling. So kam er in der Saison 2007/08 zu 29 Einsätzen in der Liga und erzielte drei Tore. Daneben spielte er sechsmal in der Champions League; beim 1:0-Sieg gegen den Vorjahresfinalisten FC Liverpool markierte er den Treffer des Tages. Ferner spielte er auch viermal im UEFA-Cup. In der Saison 2008/09 wurde Valbuena mit Olympique Marseille ebenfalls Vizemeister.
Die Saison 2009/10 ließ sich für ihn denkbar schlecht an: In der Hinrunde war er meist nur Einwechselspieler oder saß sogar auf der Tribüne. Erst Anfang 2010 machte Trainer Didier Deschamps Valbuena wieder zum Stammspieler; OM wurde am Ende der Saison Meister und Ligapokalsieger und hatte nach fast zwei Jahrzehnten wieder einmal Titel gewonnen.
Im Juli 2014 wechselte er zum FK Dynamo Moskau. Für den russischen Klub absolvierte Valbuena 29 Liga-Spiele, in denen er sechs Tore schoss. Im August 2015 kehrte Valbuena nach Frankreich zurück und unterschrieb einen Vertrag bei Olympique Lyon. Von 2017 bis 2019 spielte er bei Fenerbahçe Istanbul in der Süper Lig.
Von 2019 bis 2023 spielte er in Griechenland bei Olympiakos Piräus.
Im Sommer 2023 wechselte er nach Zypern zu Apollon Limassol.

### Nationalmannschaft
Valbuenas Anteil an Marseilles Erfolgen in der Spielzeit 2009/10 schlug sich auch in seiner überraschenden Nominierung für das vorläufige Aufgebot der A-Nationalmannschaft Frankreichs zur WM-Endrunde 2010 durch Raymond Domenech, der damals die Nationalmannschaft trainierte, nieder. Im Vorbereitungsspiel gegen Costa Rica Ende Mai 2010 wurde er in der zweiten Halbzeit eingewechselt und erzielte bereits nach wenigen Minuten Frankreichs Siegtreffer. Mathieu Valbuena gehörte schließlich auch dem endgültigen Kader an. Unter Domenechs Nachfolger Laurent Blanc und insbesondere, seitdem Didier Deschamps die Nationalelf führt (2012), hat Valbuena sich zum unumstrittenen kreativen Kopf im französischen Mittelfeld entwickelt. In seinen 52 Länderspielen schoss er acht Tore. (Stand: 11. Oktober 2015)

## Erfolge
- Französischer Meister: 2010
- Französischer Ligapokalsieger: 2010, 2011, 2012
- Französischer Supercupsieger: 2010, 2011
- Griechischer Meister: 2020, 2021, 2022
- Griechischer Pokalsieger: 2020